# Facoranch
Facoranch (auch: Faco Ranch, Fako, Fako Ranch, Fako Rantch) ist ein Dorf in der Landgemeinde Bermo in Niger.

## Geographie
Das von einem traditionellen Ortsvorsteher (chef traditionnel) geleitete Dorf befindet sich rund 28 Kilometer südwestlich des Hauptorts Bermo der gleichnamigen Landgemeinde und des gleichnamigen Departements Bermo in der Region Maradi. Weitere Siedlungen in der Umgebung von Facoranch sind Kombaki im Südosten und Intouila I im Südwesten.
Facoranch ist Teil der Übergangszone zwischen Sahara und Sahel. Die durchschnittliche jährliche Niederschlagsmenge beträgt hier zwischen 200 und 300 mm.

## Bevölkerung
Bei der Volkszählung 2012 hatte Facoranch 408 Einwohner, die in 55 Haushalten lebten. Bei der Volkszählung 2001 betrug die Einwohnerzahl 583 in 90 Haushalten.
Die Bevölkerungsdichte in diesem Gebiet ist mit 10 bis 20 Einwohnern je Quadratkilometer relativ gering.

## Wirtschaft und Infrastruktur
In Facoranch befindet sich ein Nebenzentrum des Centre de Multiplication du Bétail (CMB), einer dem Landwirtschaftsministerium unterstehenden Einrichtung für die Vermehrung des Viehbestands in Niger. Es erstreckt sich über eine Fläche von 28.000 Hektar. Weitere CMB-Stationen befinden sich in Batté Centre, Daréki, Ibécétane, Maradi, Sayam und Toukounous. Das Nebenzentrum in Facoranch ist auf die Zucht der Zebu-Rasse Bororo spezialisiert. Hier wird auch ein beliebter Käse hergestellt. Facoranch liegt in einem Gebiet des Übergangs zwischen der Naturweidewirtschaft des Nordens und des Ackerbaus des Südens, was zu Landnutzungskonflikten führt.
Es gibt eine Schule im Dorf. Das nigrische Unterrichtsministerium richtete 1979 landesweit 14 Schulkantinen ein, darunter eine für Nomadenkinder in Facoranch. Diese wurde 1996 in ein mit dem Welternährungsprogramm der Vereinten Nationen durchgeführtes Projekt für Schulkantinen in von Ernährungsunsicherheit betroffenen Zonen aufgenommen.